# Шульмейстер Володимир Юрійович
Володимир Юрійович Шульмейстер (нар. 3 липня 1969, Миколаїв, Миколаївська область) — український підприємець, керівник високого рівня і державний службовець, перший заступник Міністра інфраструктури України (з грудня 2014 по грудень 2015).

## Життєпис
У 1992 році закінчив Національний університет кораблебудування імені адмірала Макарова за спеціальністю «турбінобудування», інженер-механік. З 1993 по 1997 навчався в аспірантурі у Technical University Delft, Нідерланди (Технологічний університет Делфта), доктор філософії (PhD) з інженерної механіки (1998). Захистив наукову дисертацію на тему «Моделювання механічних властивостей піноматеріалів низької щільності».
З 1997 по 1998 рік був керівником проектів по моделюванню механічних якостей полімерів та композитів у дослідницькій компанії DSM в Гелені (Нідерландах). З 1998 по 2002 рік працював у Mees Pierson/Fortis Bank у Роттердамі (Нідерланди) менеджером відділу зернових і олійних продуктів групи глобальних ресурсів. У 2002 році менеджер групи структурного торгового фінансування у тому ж банку у Лондоні. З 2003 по 2005 рік Володимир Шульмейстер керував Швейцарською консалтинговою компанією ComFi Solutions SA. У 2005 році компанія виступала консультантом у проекті Європейського банку реконструкції та розвитку «Тренінг та консультації щодо торгового фінансування для 5 банків в Україні».

З 2005 по 2009 рік обіймав керівні посади (фінансового директора, заступника генерального директора, директора) у групі компаній «Фокстрот». З 2009 по 2014 рік займався приватними капіталовкладеннями.
У грудні 2014 року розпорядженням Кабінету Міністрів України № 1266-р від 24 грудня Володимира Шульмейстера призначено Першим заступником Міністра інфраструктури України Андрія Пивоварського. На цій посаді працював до 11 січня 2016 року.
З 2017 очолив програму «Інфраструктура майбутнього» аналітичного центру «Український інститут майбутнього».
У серпні 2017 призначений радником з питань транспорту голови Миколаївської облдержадміністрації. З січня по червень 2018 — генеральний директор компанії «Аграрні системні технології» (АСТ). у 2018 р. був директором БЦ Парковий у той час, коли ним керувало Агентство з розшуку та менеджменту активів.

## Наукова діяльність
Володимир Юрійович є співавтором патенту на винахід «вітровий двигун» та автором багатьох наукових публікацій.